# Kvarteret Stamtavlan

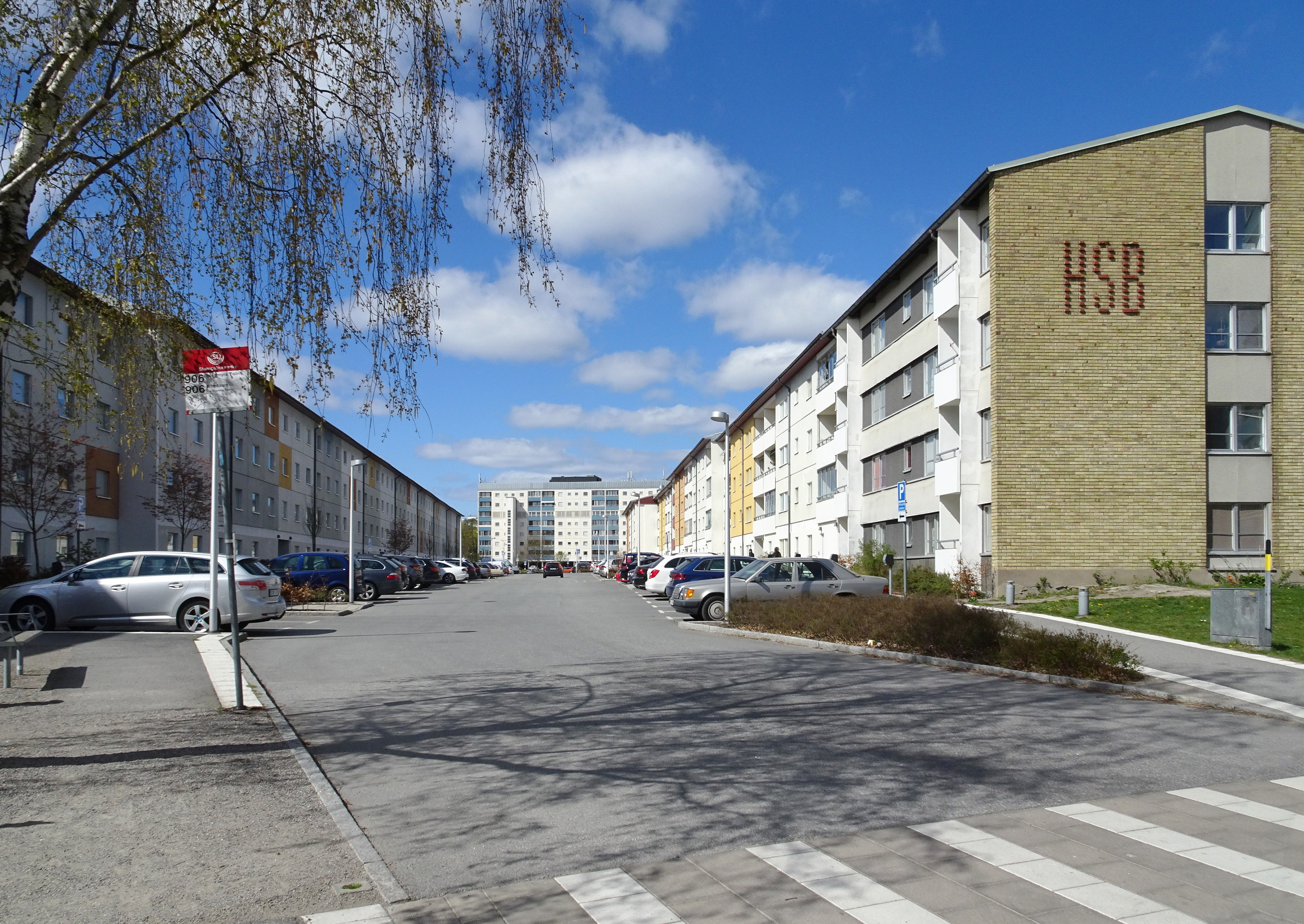
Kvarteret Stamtavlans entré söderifrån med Stamgatan nr 87 "experimenthuset" till höger och "hisshuset" i fonden, april 2020.

Kvarteret Stamtavlan (även kallat Gamla Östberga) ligger i stadsdelen Östberga i södra Stockholm. Stamtavlan är ett så kallat storkvarter vars 17 fastigheter med 840 bostäder grupperar sig kring en park. Bebyggelsen uppfördes åren 1958–1960 efter ritningar av arkitekt Lars Magnus Giertz. Här genomfördes en rad byggnadstekniska experiment som bidrog till utvecklingen av det industriella byggandet i Sverige. Kvarteret är av Stadsmuseet i Stockholm utpekat som ”kulturhistoriskt värdefullt”.

## Historik
För området fastställdes 1950 en stadsplan, signerad Sven Markelius, dåvarande stadsplanedirektör i Stockholm. Planen var gestaltad helt i tidens anda med rader av smalhus i tre våningar som grupperades runt små gårdar och lekplatser, ungefär som i Hammarbyhöjden. Marken hörde ursprungligen till Östberga gård och hade 1912 förvärvats av Stockholms stad för framtida exploatering för bostadsändamål. Planområdet omfattade en areal om cirka 18 hektar och bestod av en delvis skogbeväxt kulle där Göta landsvägen passerade i norr och Huddingevägen (numera Sparreholmsvägen) i söder. Norra delen kallas Kvarnbacken efter Örby kvarn. I öster utbredde sig ett stort gärde, dagens Årstafältet och i väster vidtog Östbergas äldre småhusbebyggelse.

## Planering

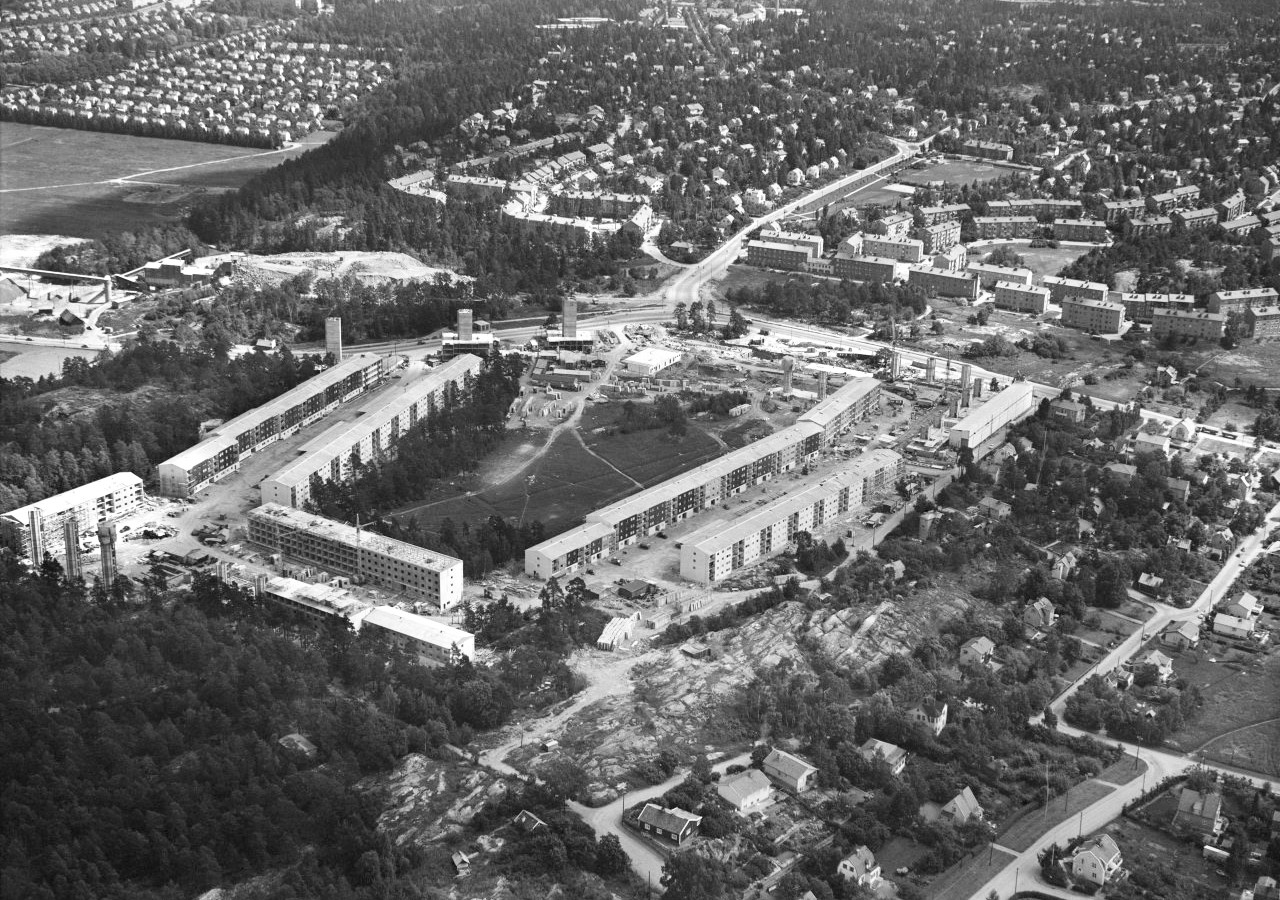
Kvarteret under uppförande, 1958.

Det dröjde till 1950-talets mitt innan planerna för ett nytt bostadsområde tog form. Byggherre var HSB och dess chefsarkitekt, Sven Wallander, kunde genomdriva en ny stadsplan som bättre passade Wallanders och HSB:s idéer. Den nya planen (Pl 4560) vann laga kraft 1956, och hade skräddarsytts efter HSB:s önskemål. Från stadens sida betraktades projektet som intressant, speciellt att byggherren skulle ”göra vissa byggnadstekniska undersökningar i rationaliseringssyfte”.
Planen präglades av stora grepp men samtidigt av omsorg om de boende. Wallander hade etablerat ett samarbete med ingenjör Allan Skarne från byggfirman Ohlsson & Skarne och arkitekten Lars Magnus Giertz. Tillsammans formulerade de riktlinjerna som skulle bli ett av tidens största enskilda bostadsbyggnadsprojekt i Sverige. Istället för bebyggelse runt flera mindre gårdar valde man att spara en stor yta i mitten av området där barn och vuxna kunde umgås. Här skapades Stamparken av trädgårdsarkitekten Ulla Bodorff. Hon stod även för hela kvarterets landskapsgestaltning.
Runt Stamparken lades två husrader med en ringgata emellan. Biltrafiken leddes på ringgatan, nuvarande Stamgatan, mellan huslängorna runt kvarteret. Via portiker i huslängorna kund de boende lätt passera till och från parken. Mellan husraderna anordnades biluppställningsplatser, som till en början var skyddade av skärmtak. I stadsplanens planbeskrivning angavs till och med ”uppsättning av elektriska plintar för motorernas uppvärmning”. Systemet med eluttag för motorvärmare i privatbilar lanserades sedan av HSB som nyhet. I nordvästra området medgav stadsplanen bygget av ett parkeringsgarage för 50 bilar. Det uppfördes dock inte utan blev platsen för områdets panncentral.

## Husen

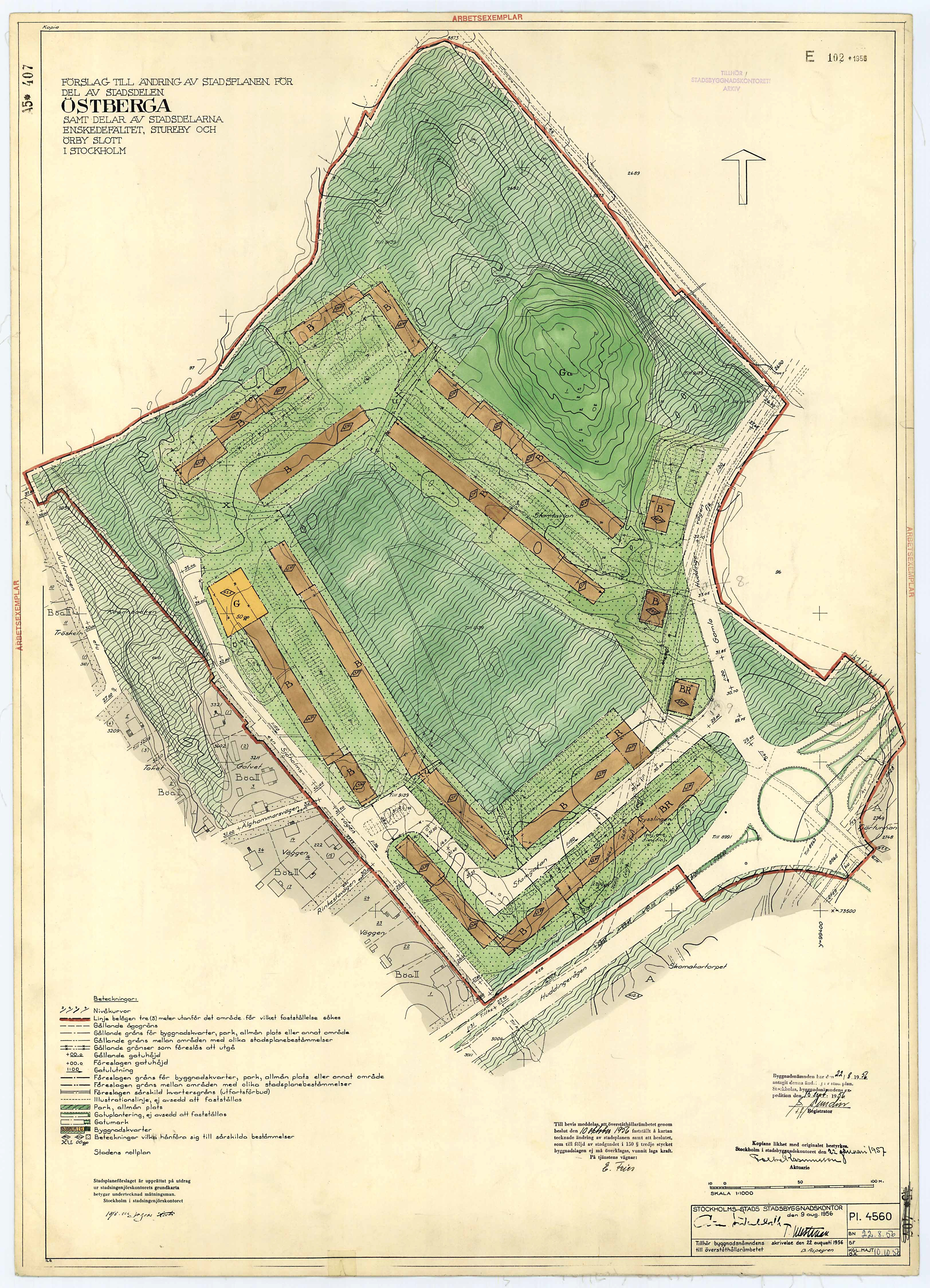
Stadsplanen från 1957.

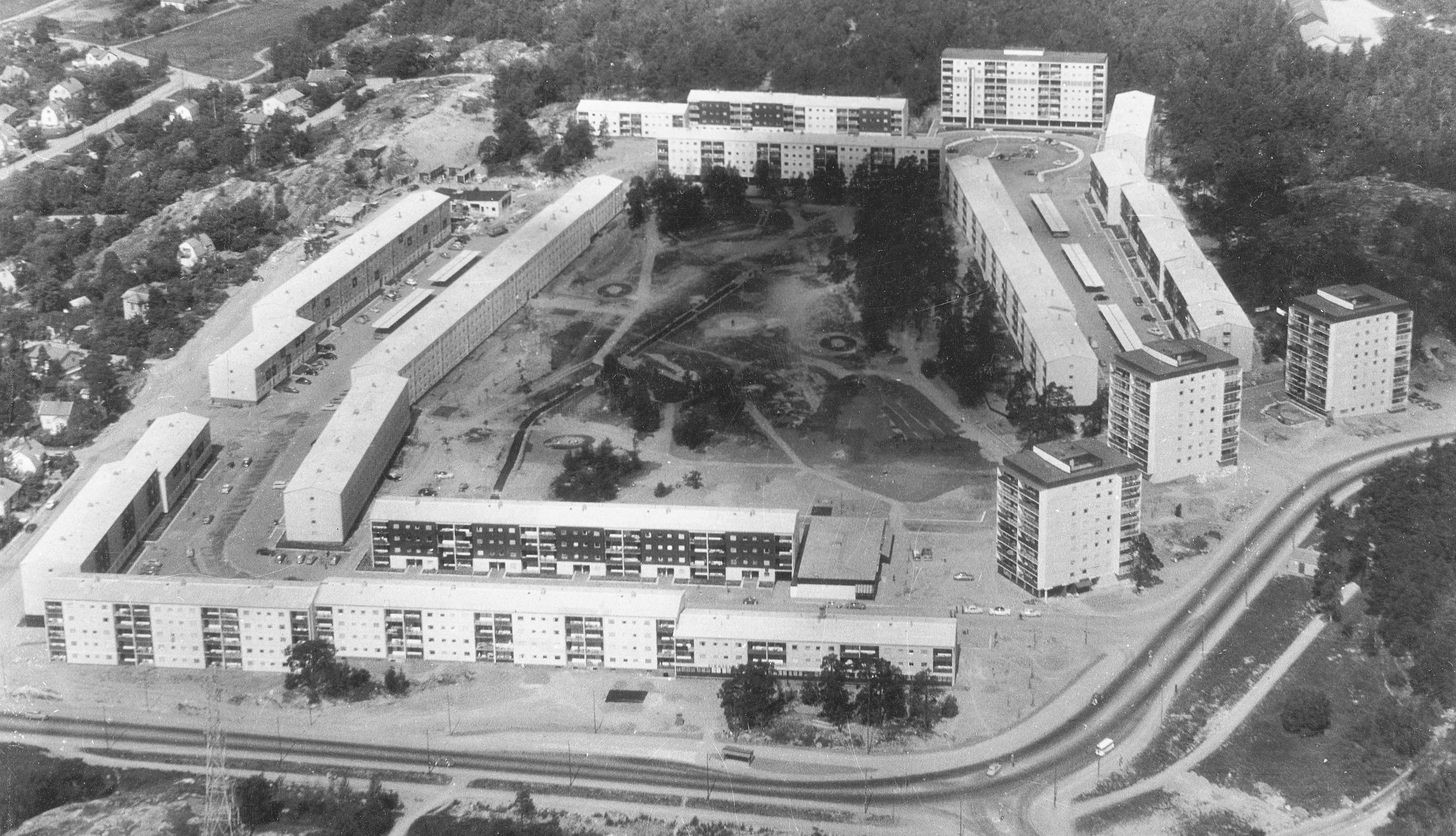
Hela kvarteret färdigställt, 1960.

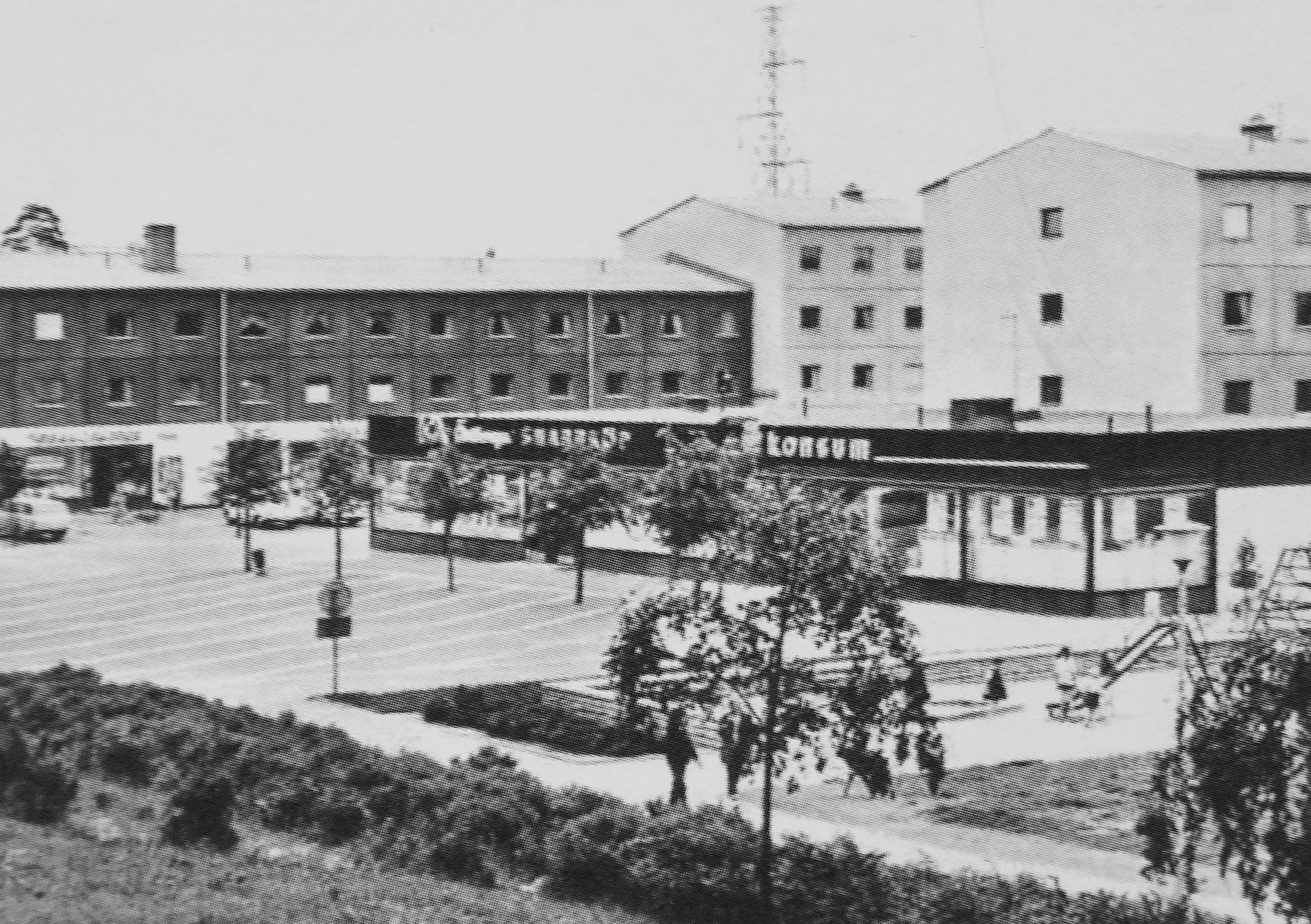
Stamtavlans centrum, 1960-tal.

Husen i Östberga gjordes 12,5 meter tjocka (istället för smalhusens 8–10 meter) för att åstadkomma rymliga lägenheter. Smalhusen som hustyp ansågs vara överspelat vid denna tid. Dessutom gav tjockhusen hela kvarteret ungefär 30 procent ökad bostadsyta utan försämring av boendekvaliteten. Jämfört med den ursprungliga stadsplanen gav den nya 3 200 rumsenheter istället för 2 100. Planlösningarna var mycket flexibla, trots bärande mellanväggar.
De flesta huslängorna fick 3–4 våningar, indragna balkonger och svagt lutande sadeltak. I södra delen uppfördes tre punkthus med nio våningar vardera. Här inrättades även en mindre centrumanläggning med en låg byggnadsvolym innehållande Konsum och ICA. I ett av punkthusen och den angränsande bostadslängans bottenvåning inrättades butiker och restaurang. Däremellan skapades ett mindre torg som, enligt stadsplanen skulle ”förmedla kontakten till parkområdet i bebyggelsens centrala delar”. Den kontakten är numera delvis bruten av en förskola från 1984. 
Ett hus sticker särskild ut, entréhuset på Stamgatan nr 87, även kallat "experimenthuset", där man prövade olika byggnadsmaterial i full skala innan man gick vidare med planeringen. Gaveln uppfördes i gult fasadtegel med ett stort ”HSB” i mörkt rött tegel. Fasaden kläddes med eternitplattor och inslag av lättmetall, material som ansågs vara för enkelt av byggherren HSB. För resten av områdets fasader valdes sedan prefabricerade betongelement, med en yta liknande grov spritputs som avfärgades. 
Huset på Stamgatan nr 59–63 kallas ”hisshuset” på grund av en originell utanpåliggande hiss. Hisshuset har åtta våningar och med hissen kan man (utan mellanstopp) åka upp till femte våningen där det finns en förbindelsegång till hela huset. På det viset blev det ”rättvist” för alla boende i området med lika många trappor att gå i. De andra husen hade inga hissar med undantag för de tre punkthusen. Hisshuset är grönmärkt av Stadsmuseet, vilket innebär att bebyggelsen anses vara ”särskilt värdefull från historisk, kulturhistorisk, miljömässig eller konstnärlig synpunkt”.
Lägenhetsplanerna i lamellhusen var i stort sedd identiska per trapphus: En tvårummare utan balkong och två trerummare (den ena spegelvänd) med indragen balkong. Det minsta rummet i trerummaren var "fångat" och kunde bara nås via kökets matplats. I punkthusen samlades fyra trerummare runt ett och samma trapphus. Här valde arkitekten utanpåliggande balkonger som bärs upp av genomgående betongelement utformade som gavlar. Planlösningen följde dåtidens mönster och rekommendationerna i normsamlingen God bostad. Totalt uppfördes här 840 lägenheter, de flesta om tre rum och kök. Enligt HSB var trerumslägenheterna den rätta familjebostaden varför antalet större lägenheter här blev betydligt fler än i de senaste decenniernas bostadsproduktion.

## Ett experimentbygge

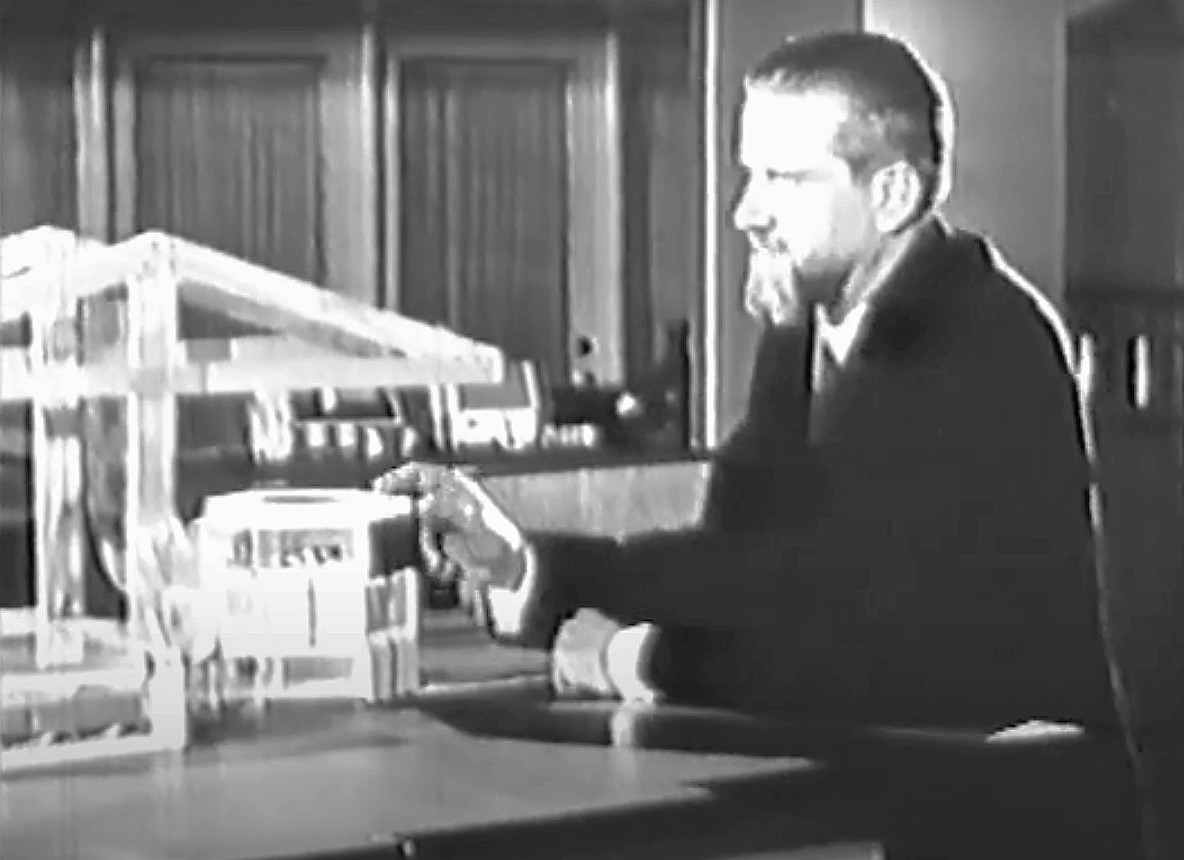
Giertz förklarar uppvärmningssystemet.

Kvarteret Stamtavlan blev även ett sorts experimentbygge där för första gången prefabricerade betongelement kom till användning i större skala för såväl innerväggar som fasader. Elementen tillverkades på området i en tillfällig fabrik och lyftes sedan med tornkranar på plats. Byggmetoden kallades Skarnesystemet och hade utvecklats av Olsson & Skarne. Trapphusen göts i glidformsteknik och utgjorde så fixpunkter för det fortsatta byggandet. Trapphustornen innehöll schakten för sopnedkasten. Själva trappan var av typ spiraltrappa som var förfabricerad. För konstruktionerna stod professor Arne Johnson.
Gällande uppvärmning prövade man också nya idéer med gasdrivna värmeväxlare, ett ganska komplicerat luftburet system som avbröts efter kort tid på grund av stigande gaspriser. För områdets uppvärmning och försörjning med varmvatten byggdes en oljeeldad panncentral. Syftet med experimenterandet var att skapa en rationell och billig bostadsproduktion, och samtidigt bygga bostäder av hög kvalitet .
HSB:s nya bostadsområde i Östberga blev dock betydligt dyrare än planerat och en del felsatsningar fick rättas till i efterhand. Många av 1950-talets experiment fungerade dock väl och bidrog avsevärt till det industriella bostadsbyggandet i Sverige som skulle tillämpas i stor skala i miljonprogrammet vilket tog sin början några år efter kvarteret Stamtavlan, omkring 1965.
HSB var stolt över sitt nya bostadsområde på Östberga. Man lät Svensk Filmindustri producera kortfilmen Husesyn på Östberga i regi av Kaj Tenow och med Sten Ardenstam samt Bengt Blomgren i rollerna. Filmen visar själva bygget och presenterar en av lägenheterna.

## Personer och företag bakom radhusområdet
- Byggherre: HSB med Sven Wallander
- Arkitekt: Lars Magnus Giertz
- Trädgårdsarkitekt: Ulla Bodorff
- Byggnadskonstruktör: Arne Johnson
- VVS-konstruktör och entreprenör: Calor & Sjögren
- Byggentreprenör: Ohlsson & Skarne med Allan Skarne

## Bilder

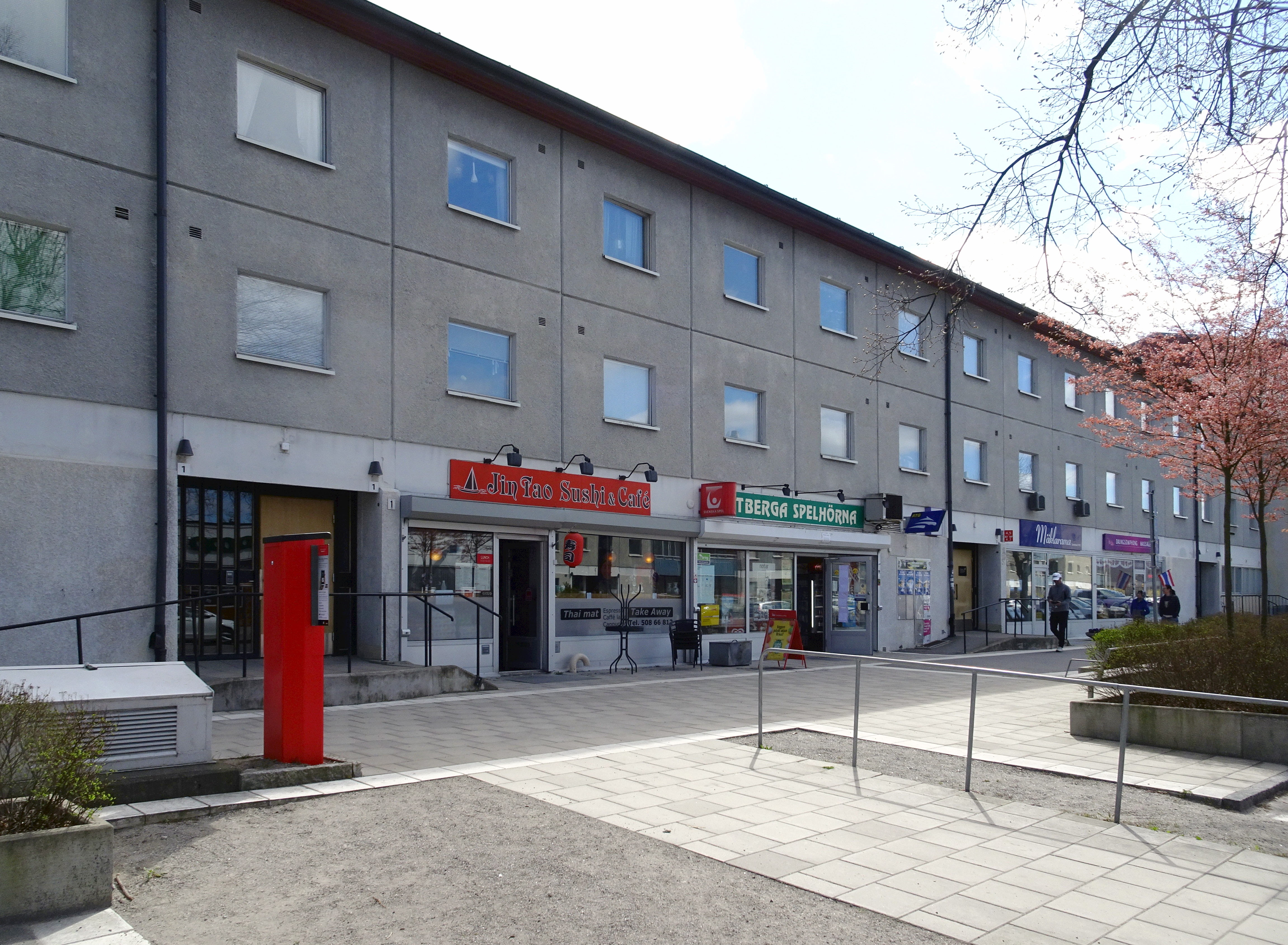
Torgets affärslänga.
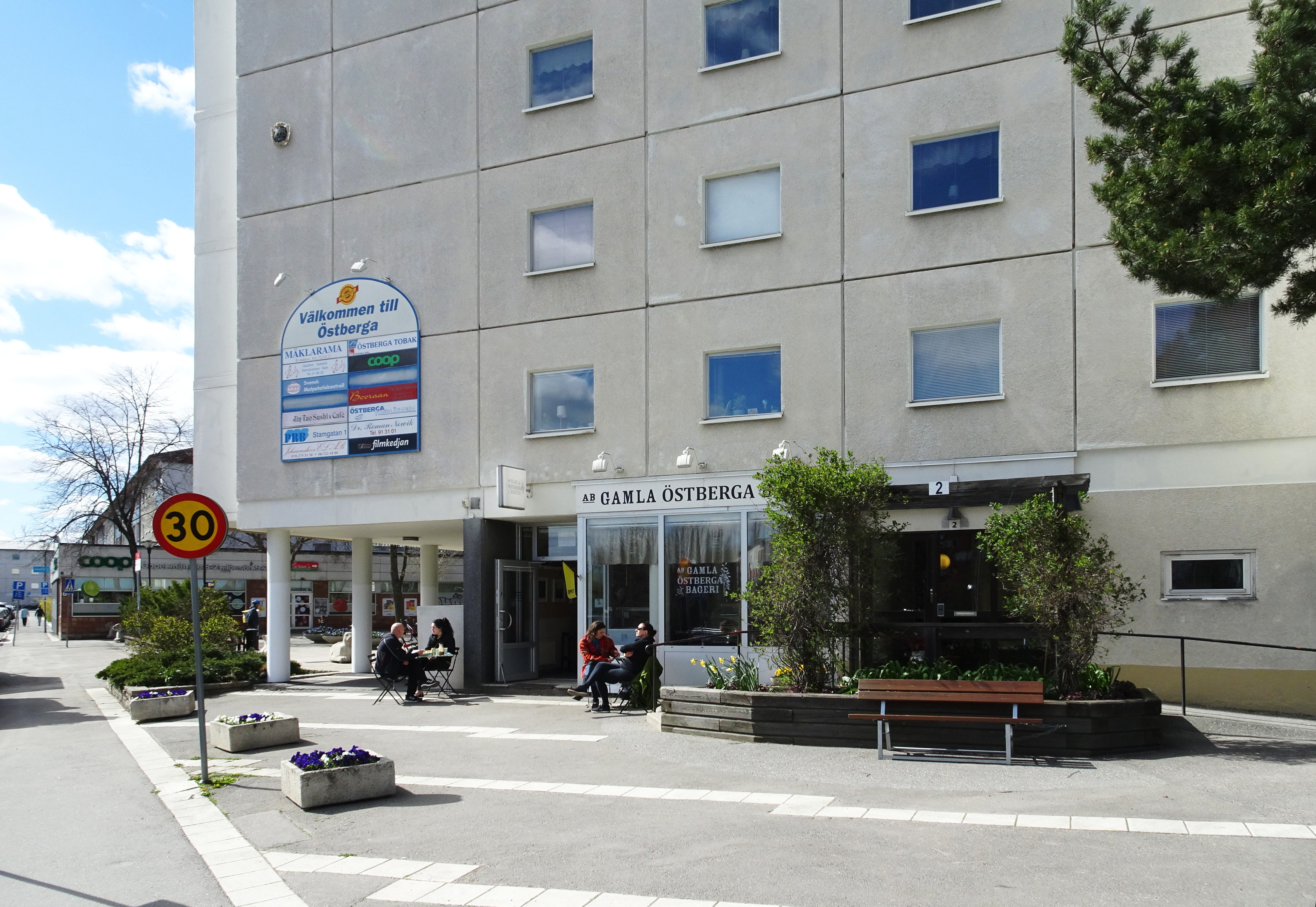
Torget med Café Gamla Östberga.
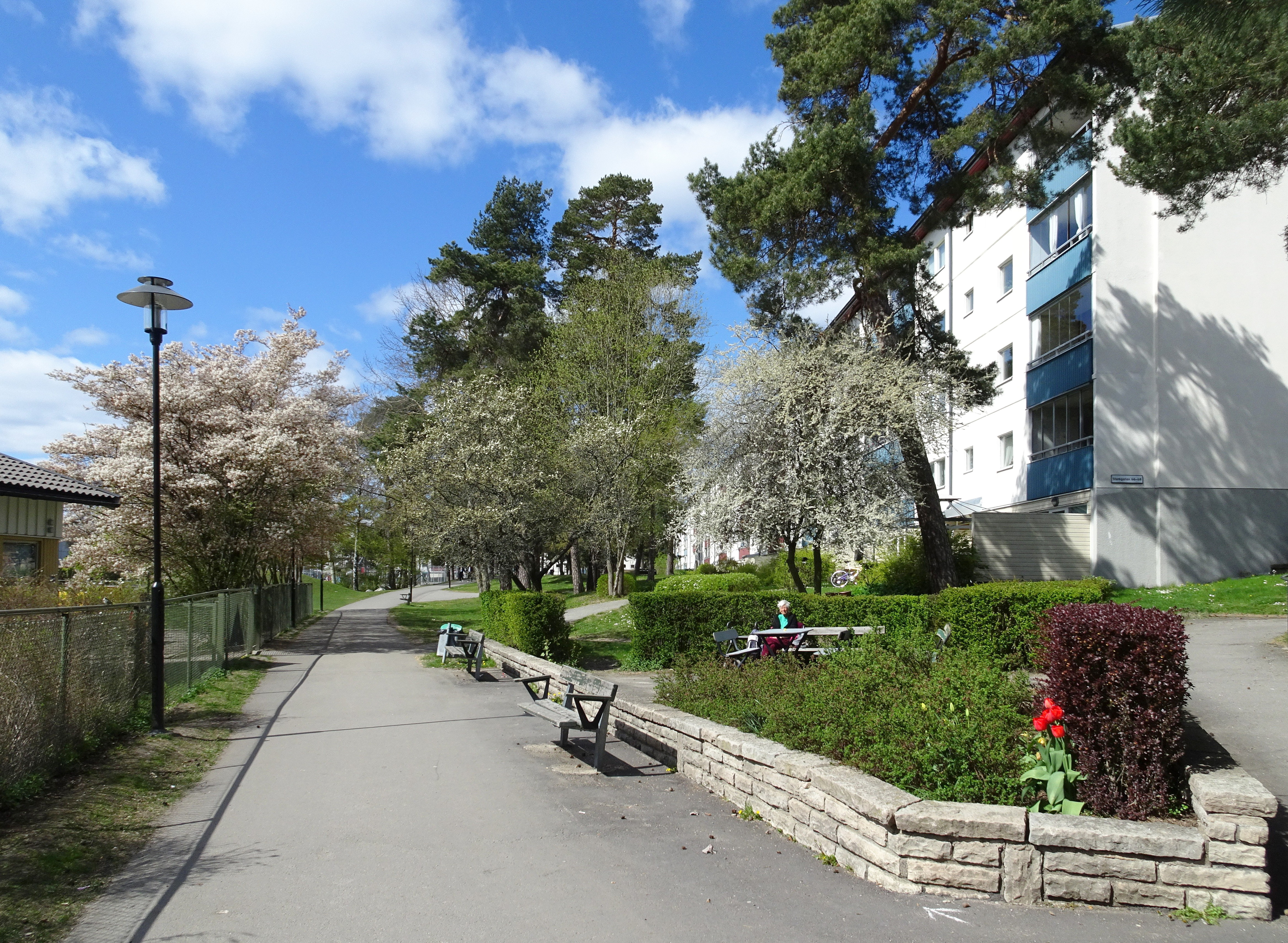
Stamparkens entré från torget.
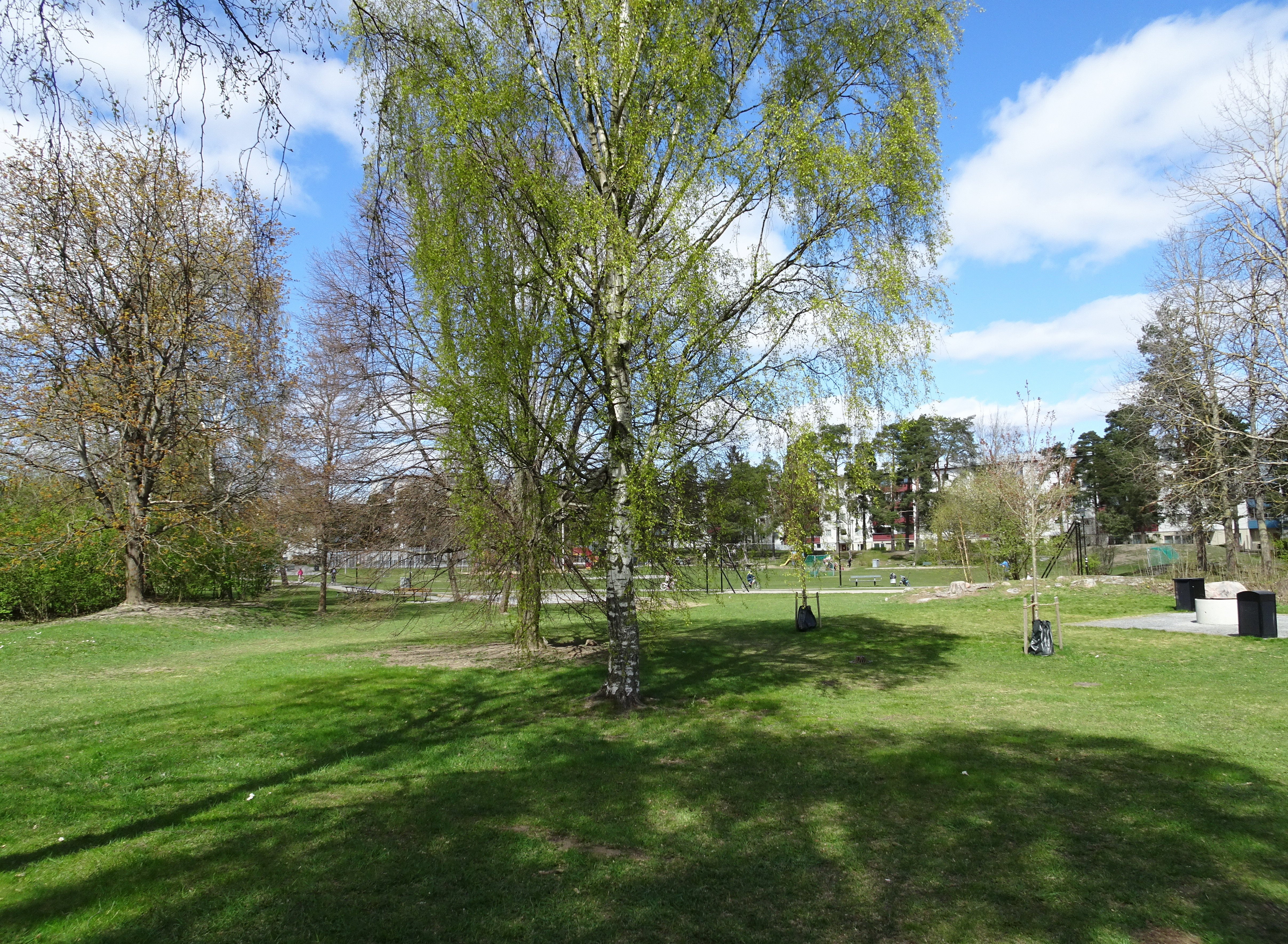
Stamparken.
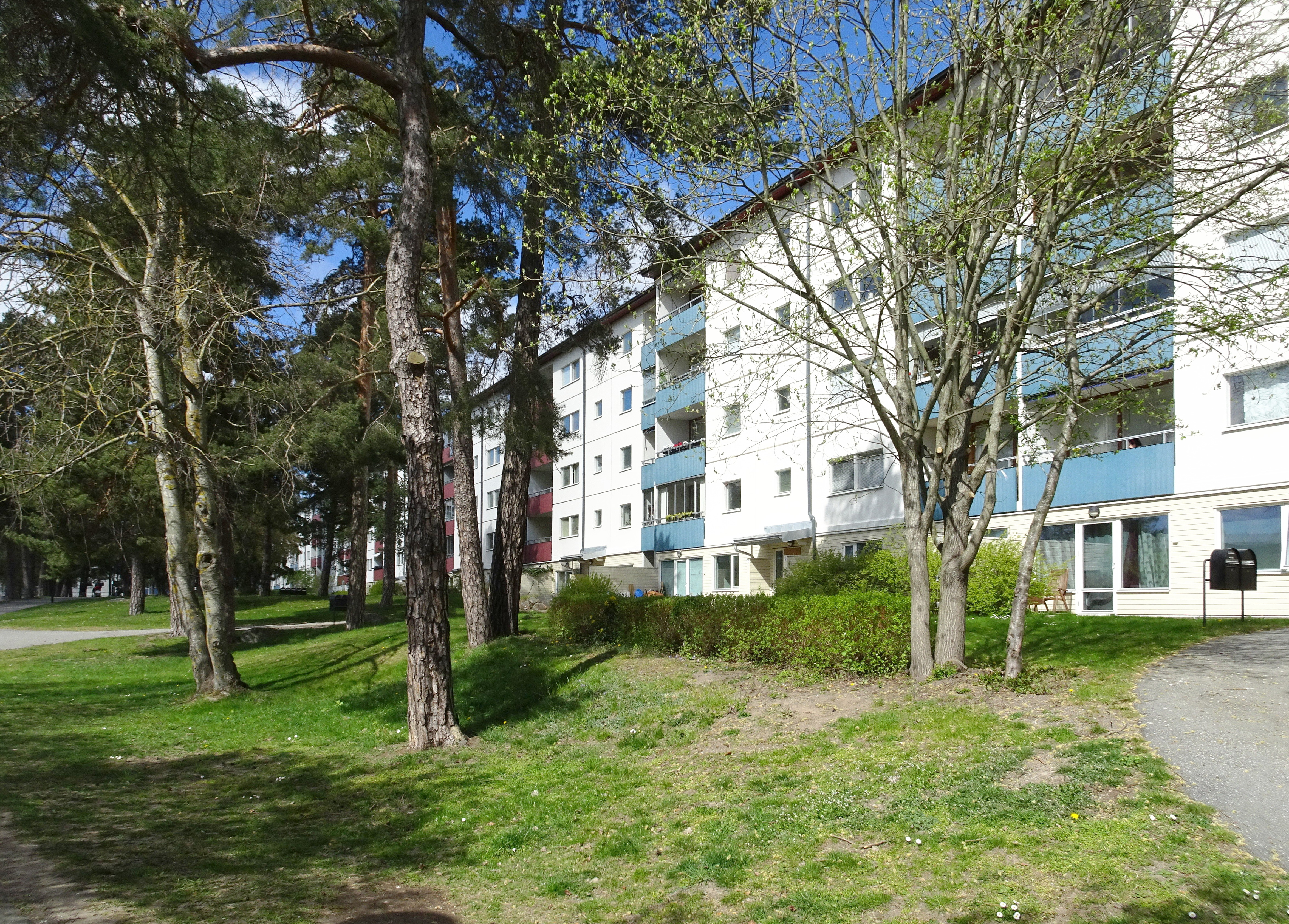
Huslänga mot Stamparken.

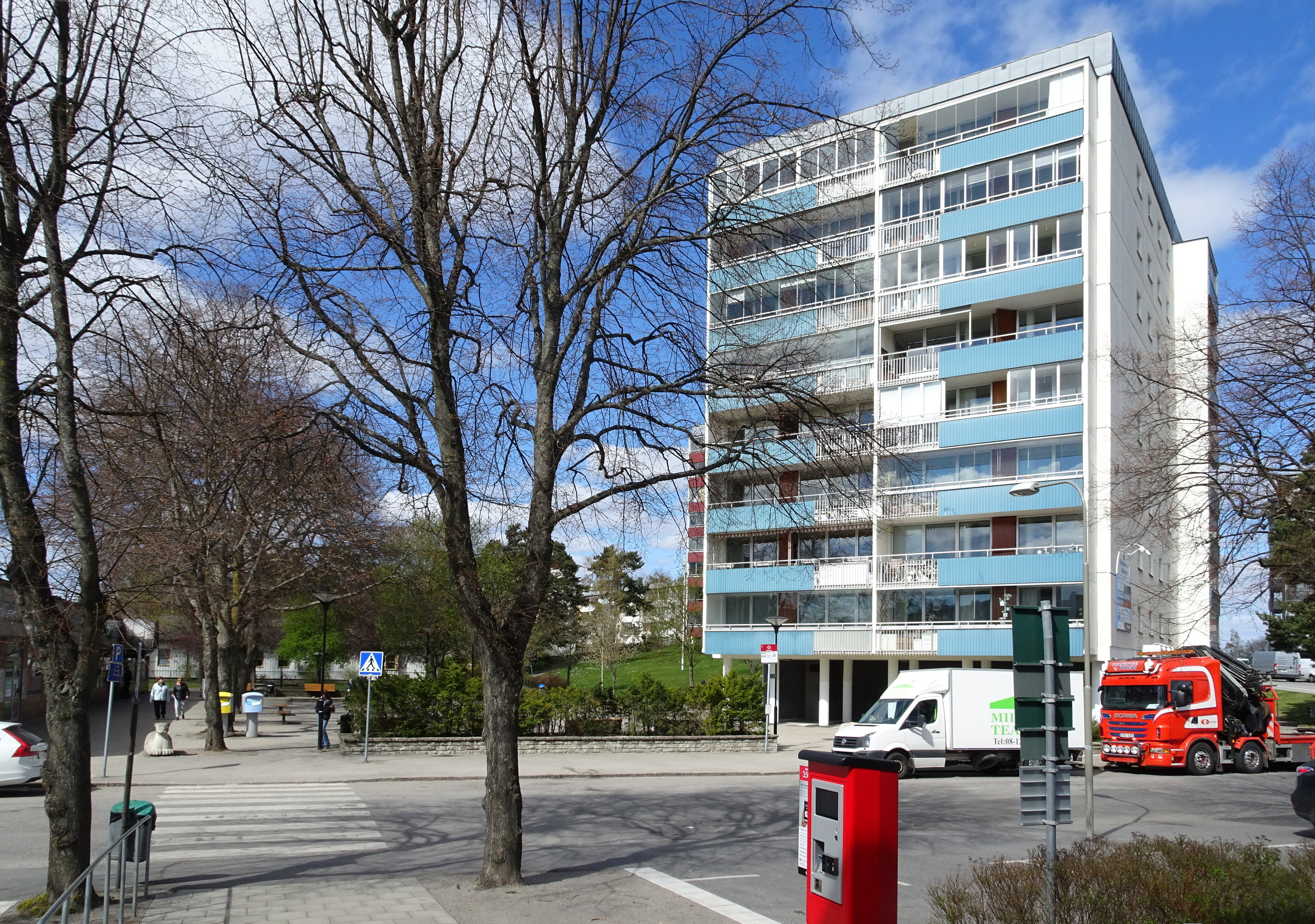
Torget och ett av punkthusen.
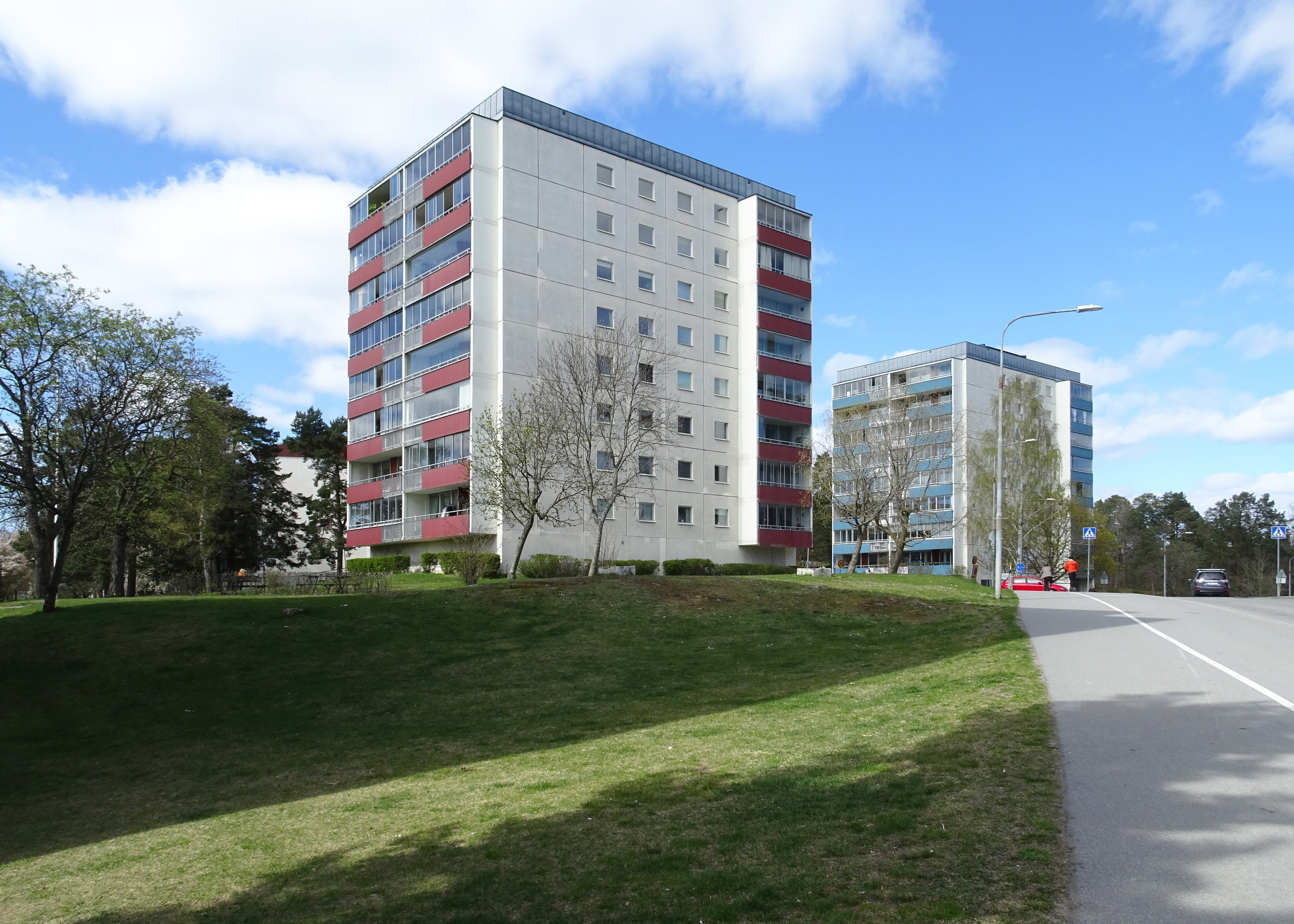
Två av punkthusen.
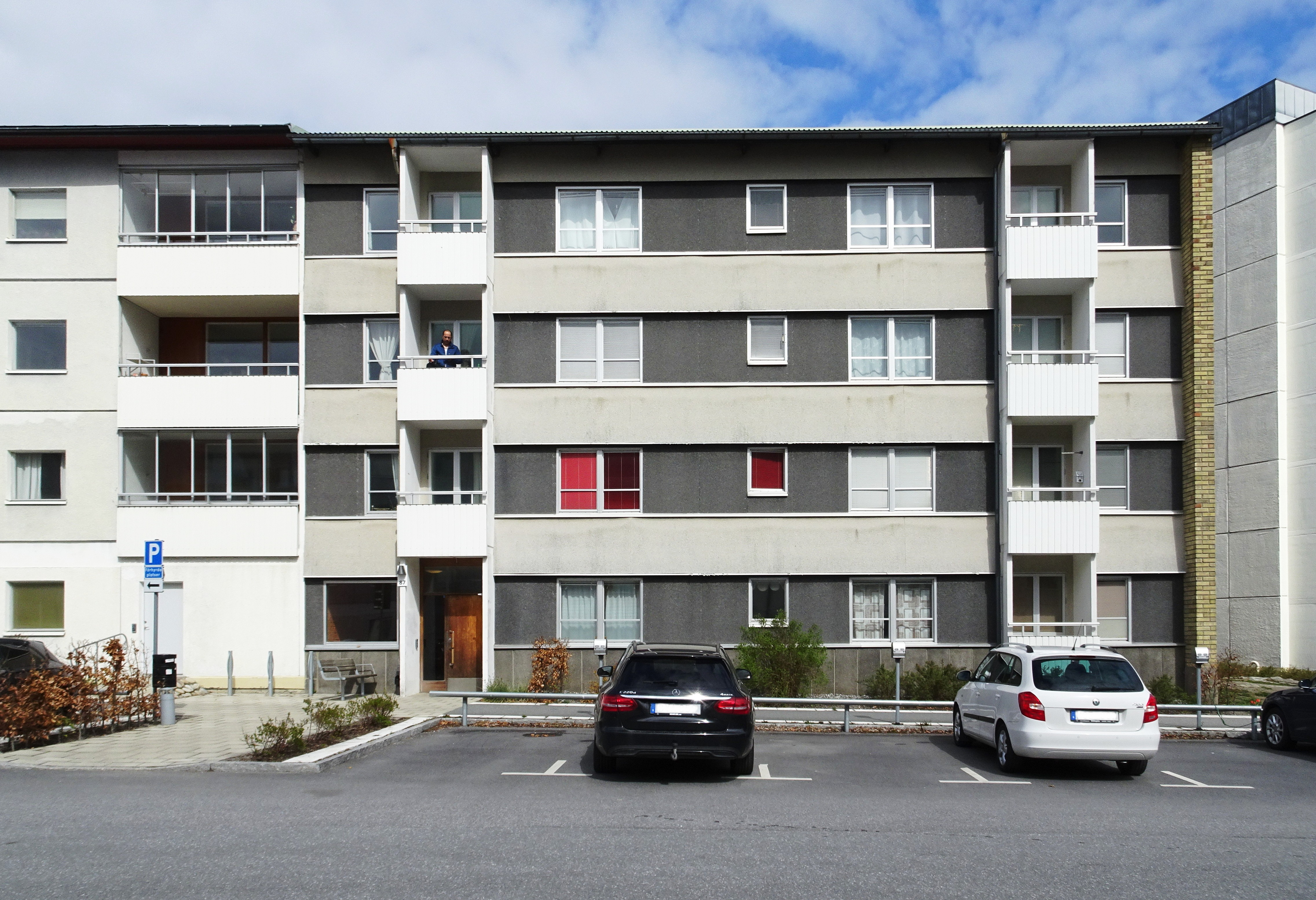
Experimenthusets fasad.
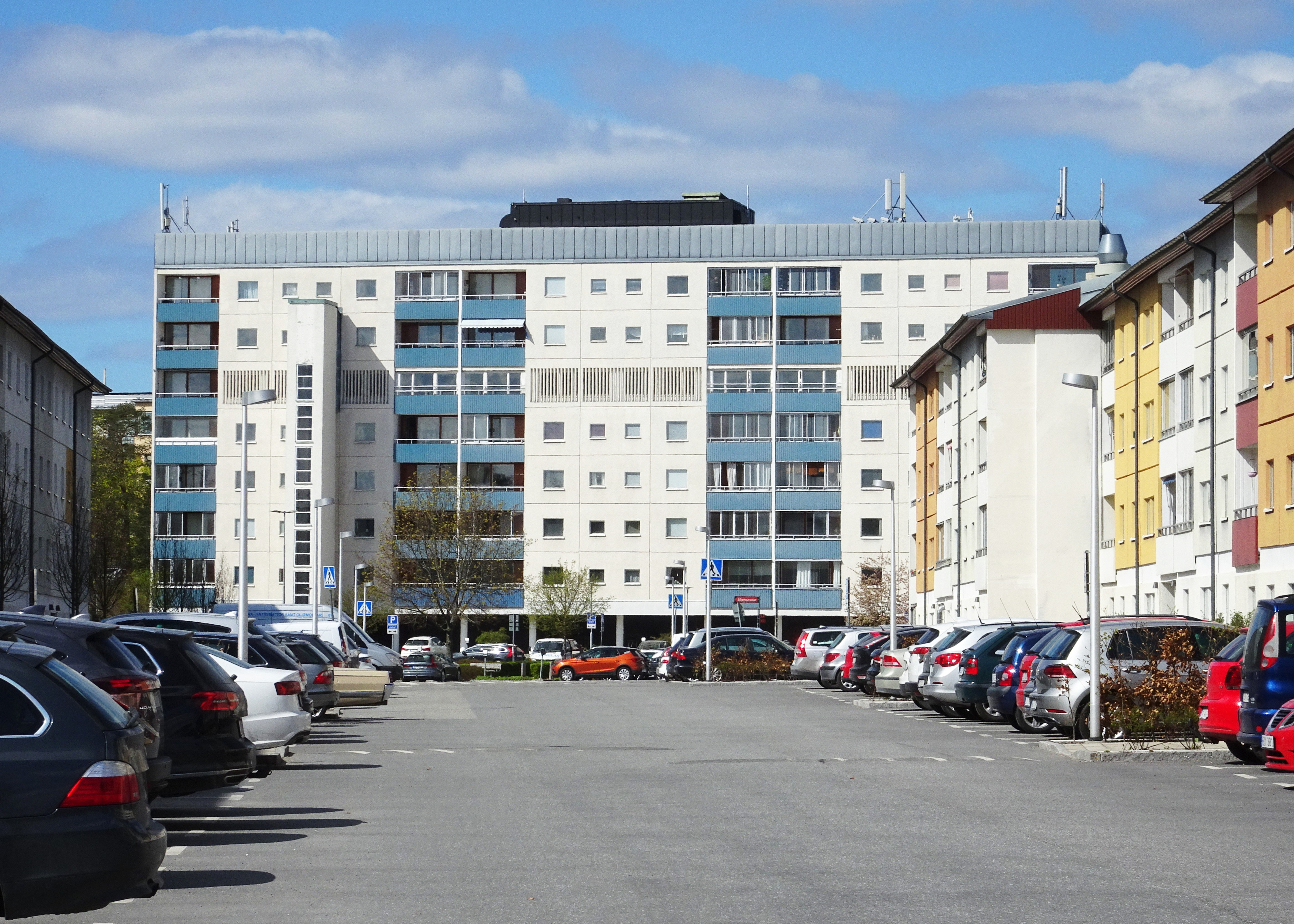
Hisshuset.
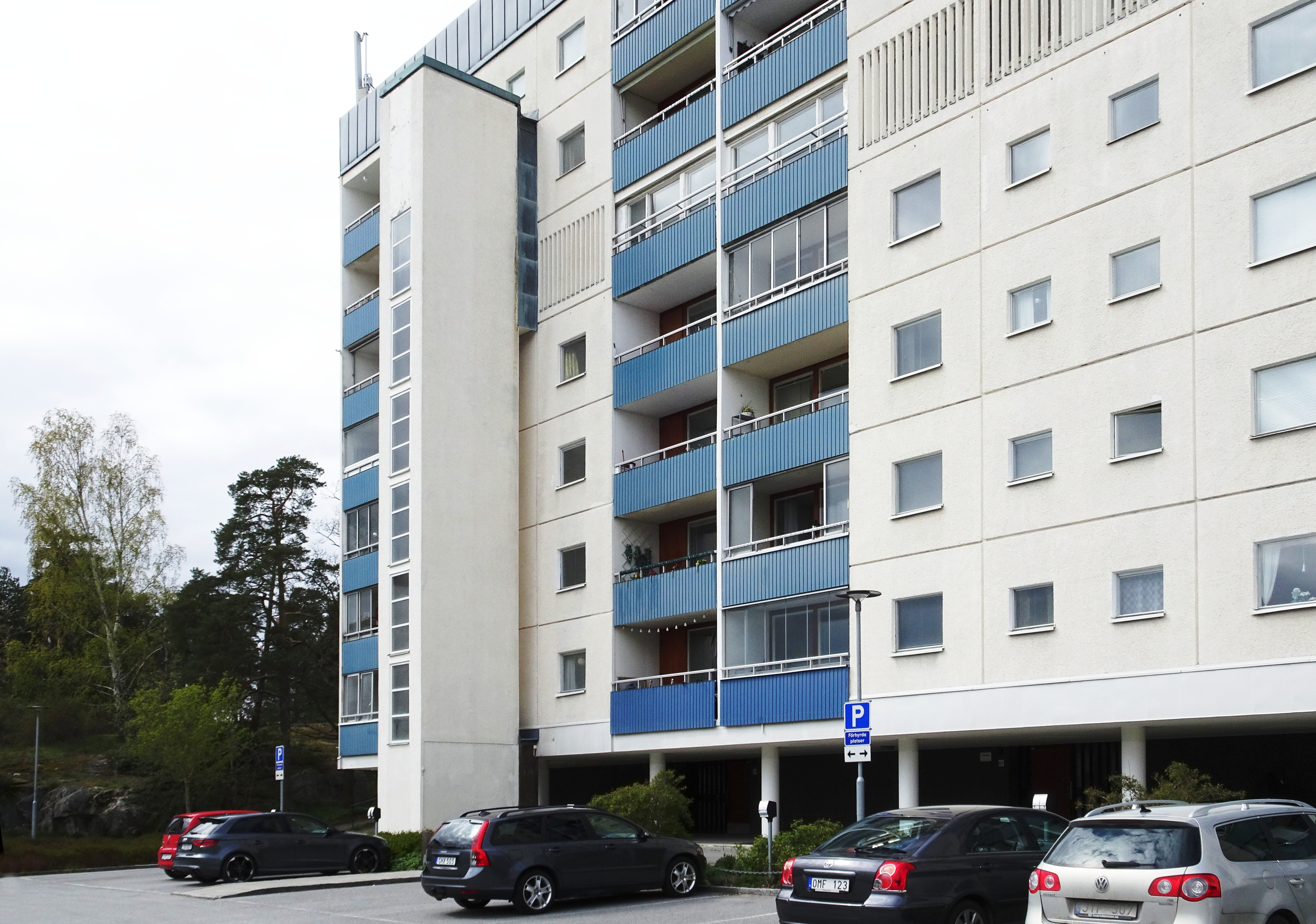
Hisshusets hisstorn.